# ラッキースターボクシングクラブ
ラッキースターボクシングクラブは、大阪市天王寺区に所在するボクシングジム。

## 概要
2004年11月に設立。設立当初よりアマチュアボクシング専門ジムとして活動。
プロ協会に加盟する資金がないためアマチュアジムを名乗るといったことではなく、
アマチュアボクシングを指導するジムとして立ち上げられる。
(ジム公式ホームページより)
ジム名の「ラッキースター」はジム代表者が自営する広告制作オフィス「ラッキー・スター」の流用。
ただし、広告オフィスは「ラッキー・スター」と語句間に「・」が入るが、ジムは入らない表記となる。
アマチュア専門ジムとして日本ボクシング連盟に加盟している。ただし、所属は地元である大阪府ではなく兵庫県ボクシング連盟に登録している。
これは代表者が神戸市在住により、長年兵庫県の連盟及び神戸市アマチュアボクシング協会に所属しているため。
なお、代表者はその両団体において常任理事の地位にあり、それぞれで役職に就いている。

## 歴史
ジム代表者（役職はマネージャー）である佐藤信一郎（1964年12月23日-）は大阪芸術大学入学後にボクシング部で練習を始め、アマチュア選手として試合出場。
1988年に全日本選手権愛媛県予選ライト級優勝。
大学卒業後、母校ボクシング部のコーチを経て監督に就任し、アマチュアボクシング公認審判員資格を取得、
大学での指導の傍ら、主に兵庫県下で行なわれるアマチュア大会の審判員を務める。大学で指導をしている際、
部員により良い練習環境を与えたいとの思いにかられてジムを作ることを決意、長い構想と資金調達交渉の末2004年11月にジムを設立する。
(ジム公式ホームページより)
以降はアマチュア専門ジムとして活動し、現在に至る。

## 特色
設立時にはひきこもり・不登校・ニートの状態にある者を対象にした練習コースを設けていた。
専用の時間帯も作っていたが「いつも決まったメンバーしか集まらない」ため、それは後に撤廃するが、
(ジム公式ホームページより)
それらの状態の者が出入りしやすい雰囲気は今も続いている。また、いじめ被害者に対しても広く呼びかけ、ボクシングの練習を薦めている。
また、アマチュアジムとしてアマチュアボクシングの大会にも多数参加し、多くの選手を出場させているが、
試合に出る練習生は割合としてはごくわずかで、ほとんどの練習生はフィットネスを目的として、
あるいは女性の練習生はダイエットやシェイプアップを目的として練習に通っているようだ。

## その他
ジムのホームページはボクシングジムのものにしては珍しく、コラムがほぼ毎日更新され多数の固定読者がついている様子である。
文章構成や表現に卓越したものが見られるが、これは執筆しているジム代表者の本職がコピーライターであるためだと推測される。
(→佐藤信一郎 (コピーライター))